# Erich Dieckmann (Politiker)
Erich Dieckmann (* 20. Juli 1885 in Lüneburg; † 21. Januar 1953 ebenda) war ein deutscher Jurist und Politiker (DVP bzw. CDU). Von 1951 bis 1952 war er Oberbürgermeister von Lüneburg.

## Leben
Dieckmann stammte aus einer angesehenen Kaufmannsfamilie und studierte nach dem Abitur am Johanneum Rechtswissenschaften in Jena und Göttingen. Das Assessorexamen legte er in 1914 in Berlin ab. Im Ersten Weltkrieg diente er als Offizier. Danach ließ sich der promovierte Jurist in seiner Heimatstadt als Anwalt nieder und war bis 1933 Mitglied der DVP.
Am 26. September 1945 wurde er von der britischen Militärregierung als Mitglied der Lüneburger Stadtvertretung bestellt, am 16. März 1946 wählte ihn die am selben Tag gegründete Lüneburger CDU zu ihrem 1. Vorsitzenden. Bei den Kommunalwahlen 1946 und 1948 wurde er zum Ratsherren gewählt. Im Rat gehörte er den Ausschüssen für Verwaltung, Finanzen, Verfassung, Kultur und Gesundheitsfürsorge an, in den beiden Letzten hatte er den Vorsitz. Im November 1951 wurde er Oberbürgermeister, da Amtsvorgänger Paul Müller (Deutsche Partei) die Stadt aus beruflichen Gründen verlassen hatte. Krankheitsbedingt kandidierte Dieckmann dann aber bei den Kommunalwahlen 1952 nicht erneut, sondern schied im November des Jahres aus dem Amt. Als er nur wenige Wochen danach verstarb, würdigte man ihn in den Nachrufen als sachlich, bescheiden und als „echte Persönlichkeit“.